# 沈翚
沈翚（?—?），唐朝官员，湖州武康县人。唐顺宗的驸马。
沈翚是秘书监沈易直的曾孙，沈易直是唐德宗生母睿真皇后的父亲。沈翚的祖父沈济。父亲殿中监沈华。沈翚娶唐顺宗之女西河公主，拜驸马都尉。西河公主和沈翚生有一子。沈翚去世后，西河公主改嫁升平公主和郭暧之子郭铦。郭铦无嗣，以沈翚之子嗣，即郭仲元。